# Clemens Fritz
Pour les articles homonymes, voir Fritz.
Clemens Fritz, né le 7 décembre 1980 à Erfurt (Allemagne), est un footballeur allemand évoluant en tant que défenseur latéral droit ou milieu latéral droit.
Cet international allemand a été finaliste de l'Euro 2008 avec l'Allemagne.

## Biographie

### En club
Fritz commence sa carrière chez les jeunes du FC Rot-Weiss Erfurt, puis avec les A en 2000. En 2001, il rejoint la Bundesliga 2. avec le Karlsruher SC, club tout juste promu en cette division.
Il part ensuite au Bayer Leverkusen pour franchir un palier, et intègre l'équipe première dès son arrivée au club. Fritz dispute 14 matches avec Leverkusen lors  de la saison 2003-2004, et accroche une place en Ligue des champions. En 2004, il se casse la jambe lors d'un match de pré-saison face à son ancienne équipe d'Erfurt, et doit laisser de côté la saison 2004-2005. Il devient titulaire indiscutable la saison suivante, en disputant 29 matches de Bundesliga et 2 de Coupe UEFA face au CSKA Sofia.
Il part au Werder Brême lors du mercato d'été 2006, et ne met pas très longtemps à s'imposer dans son nouveau club. Lors de sa première saison, il dispute 32 matches de championnat, 6 de Ligue des Champions et 6 de Coupe UEFA.

### En équipe nationale
Clemens Fritz commence sa carrière internationale avec les -18 et les -21 ans allemands, et joue par la suite avec l'équipe nationale A. Il reçoit sa première sélection contre la Slovaquie le 11 octobre 2006 (victoire 4-1) et inscrit son premier but le 2 juin 2007 face à Saint-Marin.
Régulièrement appelé en sélection lors des qualifications pour l'Euro 2008 notamment pour pallier  les forfaits des cadres de la Mannschaft, Fritz est installé comme titulaire au poste de milieu droit lors de l'Euro 2008, en remplacement de Bernd Schneider, forfait pour la compétition. Ses prestations lors du tournoi sont quelque peu contrastées. Titulaire lors des matchs de poule, il est écarté après le quart de finale contre le Portugal et ne participe à aucun des autres matchs du tournoi qui s'achève par une défaite de l'Allemagne en finale contre l'Espagne (1 - 0).
Il totalise 22 matches et 2 buts en sélection.

## Carrière
- 2000-2001 :  Rot-Weiss Erfurt
- 2001-2003 :  Karlsruher SC
- 2003-2006 :  Bayer Leverkusen
- 2006-2017 :  Werder Brême

## Palmarès
- Vainqueur de la Coupe de la Ligue en 2006 avec le Werder Brême
- Vainqueur de la Coupe d'Allemagne en 2009 avec le Werder Brême
- Vainqueur de la Supercoupe d'Allemagne en 2009 avec le Werder Brême
- Finaliste de la Coupe de l'UEFA en 2009 avec le Werder Brême
- Finaliste de l'Euro 2008 avec l'Allemagne

## Statistiques
| Saison    | Club             | Pays      | Championnat  | Championnat | Championnat | Coupes d’Europe | Coupes d’Europe | Équipe d'Allemagne | Équipe d'Allemagne |
| Saison    | Club             | Pays      | Division     | Matchs      | Buts        | Matchs          | Buts            | Matchs             | Buts               |
| --------- | ---------------- | --------- | ------------ | ----------- | ----------- | --------------- | --------------- | ------------------ | ------------------ |
| 2001-2002 | Karlsruher SC    | Allemagne | 2.Bundesliga | 31          | 5           | -               | -               | -                  | -                  |
| 2002-2003 | Karlsruher SC    | Allemagne | 2.Bundesliga | 30          | 2           | -               | -               | -                  | -                  |
| 2003-2004 | Bayer Leverkusen | Allemagne | 1.Bundesliga | 14          | 1           | -               | -               | -                  | -                  |
| 2004-2005 | Bayer Leverkusen | Allemagne | 1.Bundesliga | 0           | 0           | 1               | 0               | -                  | -                  |
| 2005-2006 | Bayer Leverkusen | Allemagne | 1.Bundesliga | 29          | 1           | 2               | 0               | -                  | -                  |
| 2006-2007 | Werder Brême     | Allemagne | 1.Bundesliga | 32          | 1           | 12              | 1               | 6                  | 1                  |
| 2007-2008 | Werder Brême     | Allemagne | 1.Bundesliga | 23          | 1           | 8               | 0               | 11                 | 1                  |
| 2008-2009 | Werder Brême     | Allemagne | 1.Bundesliga | 24          | 0           | 12              | 0               | 4                  | 0                  |
| 2009-2010 | Werder Brême     | Allemagne | 1.Bundesliga | 30          | 1           | 10              | 0               | 0                  | 0                  |
| 2010-2011 | Werder Brême     | Allemagne | 1.Bundesliga | 29          | 0           | 6               | 1               | 0                  | 0                  |
| 2011-2012 | Werder Brême     | Allemagne | 1.Bundesliga | 32          | 1           | 0               | 0               | 0                  | 0                  |
| 2012-2013 | Werder Brême     | Allemagne | 1.Bundesliga | 22          | 0           | 0               | 0               | 0                  | 0                  |
| Total     | Total            | Total     | Total        | 295         | 13          | 51              | 2               | 22                 | 2                  |